# Budismo chino

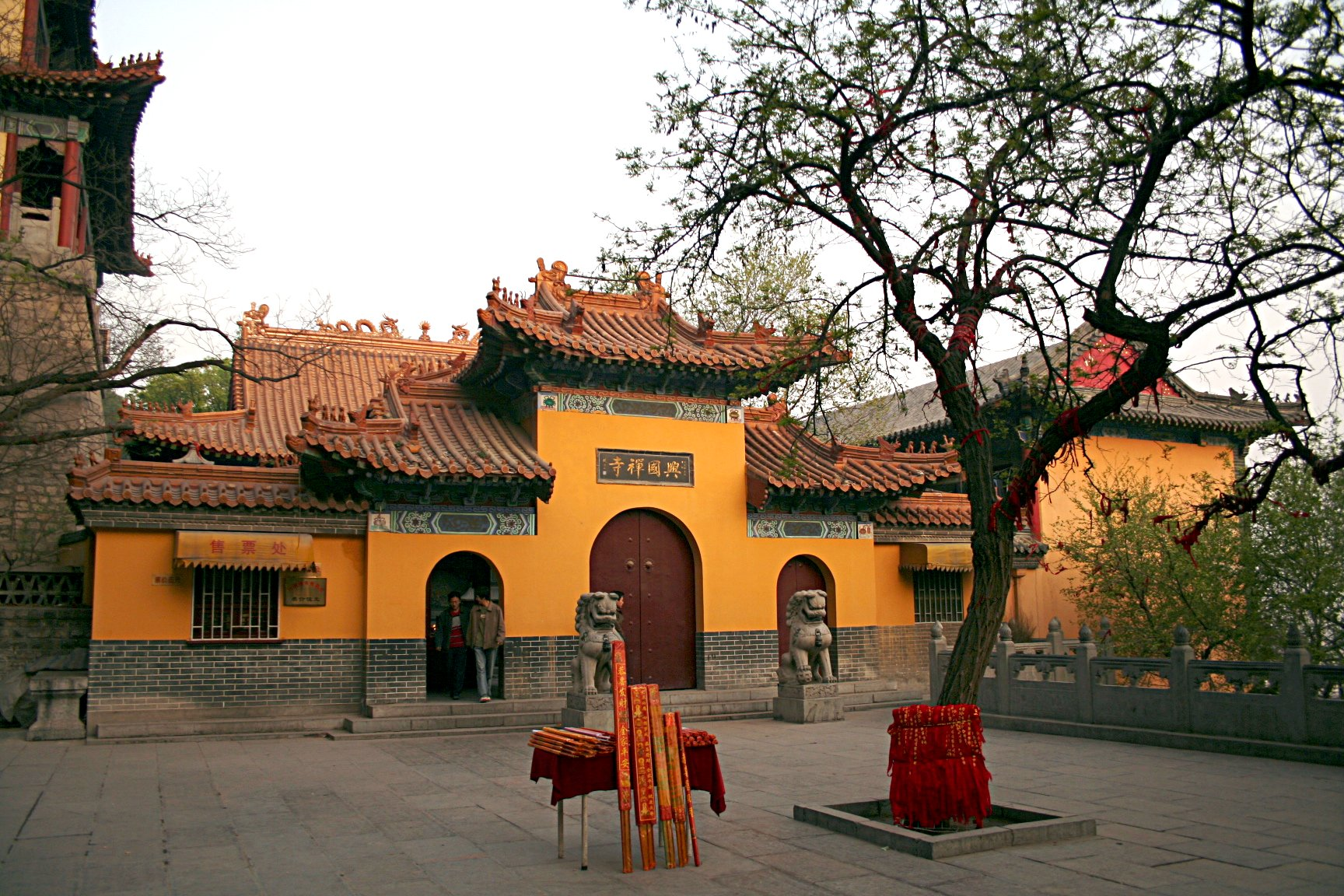
Un pequeño templo budista chino en la provincia de Shandong.

Budismo chino o budismo Han (en chino tradicional, 中國佛教; en chino simplificado, 中国佛教; pinyin, Zhōngguó Fójiào) es el término con el que se agrupa a las diferentes escuelas de budismo que florecieron en China desde tiempos antiguos. El budismo desempeñó un papel muy importante en la formación de la mentalidad de la gente china, incluyendo en diversas áreas como estética, política, literatura, filosofía y medicina.
En el apogeo de la dinastía Tang, el budismo chino produjo numerosos maestros espirituales
Forman parte de la religión tradicional china.